# Llista de gentilicis
En aquesta llista de gentilicis es donen les formes de gentilici en català de les comarques de Catalunya i dels estats i capitals del món.

## Llista de gentilicis de Catalunya
| Comarca           | Gentilici                                      | Capital                 | Gentilici                                                            |
| ----------------- | ---------------------------------------------- | ----------------------- | -------------------------------------------------------------------- |
| Alt Camp          | campanyenc                                     | Valls                   | vallenc, vallenca                                                    |
| Alt Empordà       | altempordanès, altempordanesa                  | Figueres                | figuerenc, figuerenca                                                |
| Alt Penedès       | penedesenc, penedesenca                        | Vilafranca del Penedès  | vilafranquí, vilafranquina                                           |
| Alt Urgell        | urgellenc, urgellenca                          | La Seu d'Urgell         | urgellenc, urgellenca                                                |
| Alta Ribagorça    | ribagorçà, ribagorçana                         | El Pont de Suert        | pontarrí, pontarrina                                                 |
| Anoia             | anoienc, anoienca                              | Igualada                | igualadí, igualadina                                                 |
| Bages             | bagenc, bagenca                                | Manresa                 | manresà, manresana                                                   |
| Baix Camp         | del Baix Camp                                  | Reus                    | reusenc, reusenca                                                    |
| Baix Ebre         | ebrenc, ebrenca                                | Tortosa                 | tortosí, tortosina                                                   |
| Baix Empordà      | baixempordanès, baixempordanesa                | La Bisbal d'Empordà     | bisbalenc, bisbalenca                                                |
| Baix Llobregat    | llobregatenc, llobregatenca                    | Sant Feliu de Llobregat | santfeliuenc, santfeliuenca                                          |
| Baix Penedès      | penedesenc, penedesenca                        | El Vendrell             | vendrellenc, vendrellenca                                            |
| Barcelonès        | barceloní, barcelonina barcelonès, barcelonesa | Barcelona               | barceloní, barcelonina                                               |
| Berguedà          | berguedà, berguedana                           | Berga                   | berguedà, berguedana                                                 |
| Cerdanya          | cerdà, cerdana                                 | Puigcerdà               | puigcerdanenc, puigcerdanenca                                        |
| Cardona           | cardoní,cardonina                              |                         |                                                                      |
| Conca de Barberà  | conquenc, conquenca                            | Montblanc               | montblanquí, montblanquina                                           |
| Garraf            | garrafenc, garrafenca                          | Vilanova i la Geltrú    | vilanoví, vilanovina                                                 |
| Garrigues         | garriguenc, garriguenca                        | Les Borges Blanques     | borgenc, borgenca                                                    |
| Garrotxa          | garrotxí, garrotxina                           | Olot                    | olotí, olotina                                                       |
| Gironès           | gironí, gironina                               | Girona                  | gironí, gironina                                                     |
| Maresme           | maresmenc, maresmenca                          | Mataró                  | mataroní, mataronina                                                 |
| Moianès           | moianès, moianesa                              | Moià                    | moianès, moianesa                                                    |
| Montsià           | montsianenc, montsianenca                      | Amposta                 | ampostí, ampostina                                                   |
| Noguera           | noguerenc, noguerenca                          | Balaguer                | balaguerí, balaguerina                                               |
| Osona             | osonenc, osonenca                              | Vic                     | vigatà, vigatana                                                     |
| Pallars Jussà     | pallarès, pallaresa                            | Tremp                   | trempolí, trempolina                                                 |
| Pallars Sobirà    | pallarès, pallaresa                            | Sort                    | sortenc, sortenca                                                    |
| Pla d'Urgell      | urgellenc, urgellenca                          | Mollerussa              | mollerussenc, mollerussenca                                          |
| Pla de l'Estany   | del Pla de l'Estany                            | Banyoles                | banyolí, banyolina                                                   |
| Priorat           | prioratí, prioratina                           | Falset                  | falsetenc, falsetenca                                                |
| Ribera d'Ebre     | riberenc, riberenca                            | Móra d'Ebre             | morenc, morenca                                                      |
| Ripollès          | ripollès, ripollesa                            | Ripoll                  | ripollès, ripollesa                                                  |
| Segarra           | segarrenc, segarrenca                          | Cervera                 | cerverí, cerverina                                                   |
| Segrià            | segrianenc, segrianenca                        | Lleida                  | lleidatà, lleidatana                                                 |
| Selva             | selvatà, selvatana                             | Santa Coloma de Farners | colomenc, colomenca                                                  |
| Solsonès          | solsoní, solsonina solsonenc, solsonenca       | Solsona                 | solsoní, solsonina solsonenc, solsonenca                             |
| Tarragonès        | tarragoní, tarragonina                         | Tarragona               | tarragoní, tarragonina                                               |
| Terra Alta        | de la Terra Alta                               | Gandesa                 | gandesà, gandesana                                                   |
| Urgell            | urgellenc, urgellenca                          | Tàrrega                 | targarí, targarina                                                   |
| Vall d'Aran       | aranès, aranesa                                | Vielha e Mijaran        | no en té                                                             |
| Vallès Occidental | vallesà, vallesana                             | Sabadell Terrassa       | sabadellenc, sabadellenca egarenc, egarenca, terrassenc, terrassenca |
| Vallès Oriental   | vallesà, vallesana                             | Granollers              | granollerí, granollerina                                             |

## Llista de gentilicis per estat
| Estat                           | Gentilici                                                        | Capital                              | Gentilici                     |
| ------------------------------- | ---------------------------------------------------------------- | ------------------------------------ | ----------------------------- |
| Abkhàzia                        | abkhaz, abkhaza                                                  | Sukhumi                              |                               |
| Afganistan                      | afganès, afganesa                                                | Kabul                                |                               |
| Albània                         | albanès, albanesa                                                | Tirana                               | tiranès, tiranesa             |
| Alemanya                        | alemany, alemanya                                                | Berlín                               | berlinès, berlinesa           |
| Andorra                         | andorrà, andorrana                                               | Andorra la Vella                     | andorrà, andorrana            |
| Angola                          | angolès, angolesa                                                | Luanda                               | luandès, luandesa             |
| Anguilla                        | anguillà, anguillana                                             | The Valley                           |                               |
| Antigua i Barbuda               | antiguà, antiguana                                               | Saint John's                         |                               |
| Aràbia Saudita                  | saudí saudita                                                    | Al-Riyad                             |                               |
| Algèria                         | algerià, algeriana                                               | Alger                                | algerià, algeriana            |
| Argentina                       | argentí, argentina                                               | Buenos Aires                         | bonairenc, bonairenca         |
| Armènia                         | armeni, armènia                                                  | Erevan                               |                               |
| Austràlia                       | australià, australiana                                           | Canberra                             |                               |
| Àustria                         | austríac, austríaca                                              | Viena                                | vienès, vienesa               |
| Azerbaidjan                     | azerbaidjanès, azerbaidjanesa                                    | Bakú                                 |                               |
| Bahames                         | bahamià, bahamiana                                               | Nassau                               |                               |
| Bahrain                         | de Bahrain                                                       | Al-Manama                            |                               |
| Bangladesh                      | bengalí bangladeshià, bangladeshiana                             | Dhaka                                |                               |
| Barbados                        | barbadià, barbadiana                                             | Bridgetown                           |                               |
| Bèlgica                         | belga                                                            | Brussel·les                          | brusel·lès, brusel·lesa       |
| Belize                          | belizià, beliziana                                               | Belmopan                             |                               |
| Benín                           | beninès, beninesa                                                | Porto-Novo                           |                               |
| Bermudes                        | de Bermudes                                                      | Hamilton                             |                               |
| Belarús                         | belarús, belarussa                                               | Minsk                                |                               |
| Birmània                        | birmà, birmana                                                   | Naypyidaw                            |                               |
| Bolívia                         | bolivià, boliviana                                               | Sucre                                |                               |
| Bòsnia i Hercegovina            | bosnià, bosniana hercegoví, hercegovina                          | Sarajevo                             |                               |
| Botswana                        | botswanès, botswanesa                                            | Gaborone                             |                               |
| Brasil                          | brasiler, brasilera                                              | Brasília                             |                               |
| Brunei                          | bruneiès, bruneiesa                                              | Bandar Seri Begawan                  | bandarès, bandaresa           |
| Bulgària                        | búlgar, búlgara                                                  | Sofia                                |                               |
| Burkina Faso                    | burkinès, burkinesa                                              | Ouagadougou                          |                               |
| Burundi                         | burundès, burundesa                                              | Bujumbura                            |                               |
| Bhutan                          | bhutanès, bhutanesa                                              | Thimphu                              |                               |
| Cap Verd                        | capverdià, capverdiana                                           | Praia                                |                               |
| Cambodja                        | cambodjà, cambodjana                                             | Phnom Penh                           |                               |
| Camerun                         | camerunès, camerunesa                                            | Yaoundé                              | yaoundès, yaoundesa           |
| Canadà                          | canadenc, canadenca                                              | Ottawa                               |                               |
| Ciutat del Vaticà               | vaticà, vaticana                                                 | Ciutat del Vaticà                    | vaticà, vaticana              |
| Colòmbia                        | colombià, colombiana                                             | Bogotà                               |                               |
| Comores                         | comorià, comoriana                                               | Moroni                               |                               |
| Corea del Nord                  | nord-coreà, nord-coreana                                         | Pyongyang                            |                               |
| Corea del Sud                   | sud-coreà, sud-coreana                                           | Seül                                 | seulita                       |
| Costa d'Ivori                   | ivorià, ivoriana                                                 | Yamoussoukro Abidjan                 | abidjanès, abidjanesa         |
| Costa Rica                      | costa-riqueny, costa-riquenya                                    | San José                             |                               |
| Croàcia                         | croat, croata                                                    | Zagreb                               |                               |
| Cuba                            | cubà, cubana                                                     | L'Havana                             |                               |
| Curaçao                         | de Curaçao                                                       | Willemstad                           |                               |
| Dinamarca                       | danès, danesa dinamarquès, dinamarquesa                          | Copenhaguen                          |                               |
| Dominica                        | dominiquès, dominiquesa                                          | Roseau                               |                               |
| Equador                         | equatorià, equatoriana                                           | Quito                                |                               |
| Egipte                          | egipci, egípcia                                                  | El Caire                             |                               |
| El Salvador                     | salvadorenc, salvadorenca                                        | San Salvador                         |                               |
| Emirats Àrabs Units             | emiratià, emiratiana                                             | Abu Dhabi                            |                               |
| Eritrea                         | eritreu, eritrea                                                 | Asmara                               | asmarès, asmaresa             |
| Eslovàquia                      | eslovac, eslovaca                                                | Bratislava                           |                               |
| Eslovènia                       | eslovè, eslovena                                                 | Ljubljana                            |                               |
| Espanya                         | espanyol, espanyola                                              | Madrid                               | madrileny, madrilenya         |
| Estats Federats de Micronèsia   | micronesi, micronèsia                                            | Palikir                              |                               |
| Estats Units d'Amèrica          | estatunidenc, estatunidenca americà, americana                   | Washington DC                        |                               |
| Estònia                         | estonià, estoniana                                               | Tallinn                              | tallinnès, tallinnesa         |
| Etiòpia                         | etíop etiòpic, etiòpica                                          | Addis Abeba                          |                               |
| Filipines                       | filipí, filipina                                                 | Manila                               |                               |
| Finlàndia                       | finlandès, finlandesa                                            | Hèlsinki                             |                               |
| Fiji                            | fijià, fijiana                                                   | Suva                                 |                               |
| França                          | francès, francesa                                                | París                                | parisenc, parisenca           |
| Gabon                           | gabonès, gabonesa                                                | Libreville                           |                               |
| Gàmbia                          | gambià, gambiana                                                 | Banjul                               |                               |
| Geòrgia                         | georgià, georgiana                                               | Tbilisi                              |                               |
| Ghana                           | ghanès, ghanesa                                                  | Accra                                |                               |
| Grenada                         | grenadí, grenadina                                               | Saint George's                       |                               |
| Grècia                          | grec, grega                                                      | Atenes                               | atenès, atenesa               |
| Groenlàndia                     | groenlandès, groenlandesa grenlandès, grenlandesa                | Nuuk                                 |                               |
| Guatemala                       | guatemalenc, guatemalenca                                        | Ciutat de Guatemala                  |                               |
| Guinea                          | guineà, guineana                                                 | Conakry                              |                               |
| Guinea Bissau                   | guineà, guineana                                                 | Bissau                               |                               |
| Guinea Equatorial               | equatoguineà, equatoguineana                                     | Malabo                               |                               |
| Guyana                          | guyanès, guyanesa                                                | Georgetown                           |                               |
| Haití                           | haitià, haitiana                                                 | Port-au-Prince                       |                               |
| Hondures                        | hondureny, hondurenya                                            | Tegucigalpa                          |                               |
| Hongria                         | hongarès, hongaresa                                              | Budapest                             |                               |
| Índia                           | indi, índia                                                      | Nova Delhi                           |                               |
| Indonèsia                       | indonesi, indonèsia                                              | Jakarta                              |                               |
| Iraq                            | iraquià, iraquiana                                               | Bagdad                               |                               |
| Iran                            | iranià, iraniana                                                 | Teheran                              |                               |
| Irlanda                         | irlandès, irlandesa                                              | Dublín                               | dublinès, dublinesa           |
| Islàndia                        | islandès, islandesa                                              | Reykjavík                            | reykjavíknenc, reykjaviknenca |
| Illes Cook                      | cookià, cookiana                                                 | Avarua                               |                               |
| Illes Mariannes Septentrionals  | de las Illes Mariannes Septentrionals                            | Saipan                               |                               |
| Illes Marshall                  | marshallès, marshallesa                                          | Majuro                               |                               |
| Salomó                          | salomonès, salomonesa                                            | Honiara                              |                               |
| Israel                          | israelià, israeliana                                             | Jerusalem                            | jerosolimità, jerosolimitana  |
| Itàlia                          | italià, italiana                                                 | Roma                                 | romà, romana                  |
| Jamaica                         | jamaicà, jamaicana                                               | Kingston                             |                               |
| Japó                            | japonès, japonesa                                                | Tòquio                               | toquiota                      |
| Jordània                        | jordà, jordana                                                   | Amman                                |                               |
| Kazakhstan                      | kazakh                                                           | Astanà                               | astanès, astanesa             |
| Kenya                           | kenyà, kenyana                                                   | Nairobi                              |                               |
| Kirguizstan                     | kirguís                                                          | Bixkek                               |                               |
| Kiribati                        | kiribatià, kiribatiana                                           | Tarawa                               |                               |
| Kosovo                          | kosovar                                                          | Pristina                             |                               |
| Kuwait                          | kuwaitià, kuwaitiana                                             | Al-Kuwait                            |                               |
| Laos                            | laosià, laosiana                                                 | Vientiane                            |                               |
| Lesotho                         | basuto                                                           | Maseru                               |                               |
| Letònia                         | letó, letona                                                     | Riga                                 |                               |
| Líban                           | libanès, libanesa                                                | Beirut                               |                               |
| Libèria                         | liberià, liberiana                                               | Monròvia                             |                               |
| Líbia                           | libi, líbia                                                      | Trípoli                              |                               |
| Liechtenstein                   | liechtensteinès, liechtensteinesa                                | Vaduz                                |                               |
| Lituània                        | lituà, lituana                                                   | Vílnius                              |                               |
| Luxemburg                       | luxemburguès, luxemburguesa                                      | Luxemburg                            | luxemburguès, luxemburguesa   |
| Macedònia del Nord              | macedonià, macedoniana macedoni, macedònia macedònic, macedònica | Skopje                               |                               |
| Madagascar                      | malgaix, malgaixa                                                | Antananarivo                         |                               |
| Malàisia                        | malaisi, malàisia                                                | Kuala Lumpur                         |                               |
| Malawi                          | malawià, malawiana                                               | Lilongwe                             |                               |
| Maldives                        | maldivià, maldiviana                                             | Malé                                 |                               |
| Mali                            | malià, maliana                                                   | Bamako                               |                               |
| Malta                           | maltès, maltesa                                                  | La Valletta                          |                               |
| Marroc                          | marroquí, marroquina                                             | Rabat                                |                               |
| Maurici                         | mauricià, mauriciana                                             | Port Louis                           |                               |
| Mauritània                      | maurità, mauritana                                               | Nouakchott                           |                               |
| Mèxic                           | mexicà, mexicana                                                 | Ciutat de Mèxic                      | mexicà, mexicana              |
| Moldàvia                        | moldau, moldava                                                  | Chișinău                             |                               |
| Mònaco                          | monegasc, monegasca                                              | Mònaco                               | monegasc, monegasca           |
| Mongòlia                        | mongol, mongola                                                  | Ulan Bator                           |                               |
| Montenegro                      | montenegrí, montenegrina                                         | Podgorica                            |                               |
| Moçambic                        | moçambiquès, moçambiquesa                                        | Maputo                               |                               |
| Namíbia                         | namibià, namibiana                                               | Windhoek                             |                               |
| Nauru                           | nauruà, nauruana                                                 | Yaren                                |                               |
| Nepal                           | nepalès, nepalesa                                                | Katmandú                             |                               |
| Nicaragua                       | nicaragüenc, nicaragüenca                                        | Managua                              |                               |
| Níger                           | nigerí, nigerina                                                 | Niamey                               |                               |
| Nigèria                         | nigerià, nigeriana                                               | Abuja                                |                               |
| Noruega                         | noruec, noruega                                                  | Oslo                                 | oslenc,oslenca                |
| Nova Zelanda                    | neozelandès, neozelandesa                                        | Wellington                           |                               |
| Oman                            | omanita                                                          | Masqat                               |                               |
| Ossètia del Sud                 | osseta                                                           | Tskhinval                            |                               |
| Països Baixos                   | neerlandès, neerlandesa                                          | Amsterdam                            |                               |
| Pakistan                        | pakistanès, pakistanesa                                          | Islamabad                            |                               |
| Palau                           | palauà, palauana                                                 | Ngerulmud                            |                               |
| Palestina                       | palestí, palestina                                               | Jerusalem                            | jerosolimità, jerosolimitana  |
| Panamà                          | panameny, panamenya                                              | Ciutat de Panamà                     | panameny, panamenya           |
| Papua Nova Guinea               | papú                                                             | Port Moresby                         |                               |
| Paraguai                        | paraguaià, paraguaiana                                           | Asunción                             |                               |
| Perú                            | peruà, peruana                                                   | Lima                                 |                               |
| Polònia                         | polonès, polonesa                                                | Varsòvia                             | varsovià, varsoviana          |
| Portugal                        | portuguès, portuguesa                                            | Lisboa                               | lisboeta                      |
| Puerto Rico                     | porto-riqueny, porto-riquenya                                    | San Juan                             |                               |
| Qatar                           | qatarià, qatariana                                               | Doha                                 |                               |
| Regne Unit                      | britànic, britànica                                              | Londres                              | londinenc, londinenca         |
| República Centreafricana        | centreafricà, centreafricana                                     | Bangui                               |                               |
| República Txeca                 | txec, txeca                                                      | Praga                                | praguès, praguesa             |
| República de la Xina            | taiwanès, taiwanesa                                              | Taipei                               |                               |
| República d'Artsakh             | karabakhià, karabakhiana                                         | Stepanakert                          |                               |
| República del Congo             | congolès, congolesa                                              | Brazzaville                          |                               |
| República Democràtica del Congo | congolès, congolesa                                              | Kinshasa                             |                               |
| República Dominicana            | dominicà, dominicana                                             | Santo Domingo                        |                               |
| Ruanda                          | ruandès, ruandesa                                                | Kigali                               |                               |
| Romania                         | romanès, romanesa                                                | Bucarest                             |                               |
| Rússia                          | rus, russa                                                       | Moscou                               | moscovita                     |
| Sàhara Occidental               | saharià, sahariana                                               | Al-Aaiun                             |                               |
| Samoa                           | samoà, samoana                                                   | Apia                                 |                               |
| Saint Christopher i Nevis       | de Saint Christopher i Nevis                                     | Basseterre                           |                               |
| San Marino                      | sanmarinès, sanmarinesa                                          | San Marino                           | sanmarinès, sanmarinesa       |
| Saint Vincent i les Grenadines  | de Saint Vincent i les Grenadines                                | Kingstown                            |                               |
| Saint Lucia                     | de Saint Lucia                                                   | Castries                             |                               |
| São Tomé i Príncipe             | de São Tomé i Príncipe                                           | São Tomé                             |                               |
| Senegal                         | senegalès, senegalesa                                            | Dakar                                |                               |
| Sèrbia                          | serbi, sèrbia                                                    | Belgrad                              |                               |
| Seychelles                      | seychellès, seychellesa                                          | Victòria                             |                               |
| Sierra Leone                    | de Sierra Leone                                                  | Freetown                             |                               |
| Singapur                        | de Singapur                                                      | Singapur                             | de Singapur                   |
| Síria                           | sirià, siriana                                                   | Damasc                               | damasquí, damasquina          |
| Somàlia                         | somali                                                           | Mogadiscio                           |                               |
| Somalilàndia                    | de Somalilàndia                                                  | Hargeisa                             |                               |
| Sri Lanka                       | singalès, singalesa                                              | Sri Jayewardenepura                  |                               |
| Swazilàndia                     | swazi                                                            | Mbabane                              |                               |
| Sud-àfrica                      | sud-africà, sud-africana                                         | Ciutat del Cap Pretòria Bloemfontein |                               |
| Sudan                           | sudanès, sudanesa                                                | Khartum                              |                               |
| Sudan del Sud                   | sud-sudanès, sud-sudanesa                                        | Juba                                 |                               |
| Suècia                          | suec, sueca                                                      | Estocolm                             | estocolmès, estocolmesa       |
| Suïssa                          | suís, suïssa                                                     | Berna                                | bernès, bernesa               |
| Surinam                         | surinamès, surinamesa                                            | Paramaribo                           |                               |
| Tailàndia                       | tailandès, tailandesa                                            | Bangkok                              |                               |
| Tanzània                        | tanzà, tanzana                                                   | Dodoma                               |                               |
| Tadjikistan                     | tadjik                                                           | Duixanbe                             |                               |
| Timor Oriental                  | timorès, timoresa                                                | Dili                                 |                               |
| Togo                            | togolès, togolesa                                                | Lomé                                 |                               |
| Tonga                           | tongalès, tongalesa                                              | Nuku'alofa                           |                               |
| Trinitat i Tobago               | de Trinitat i Tobago                                             | Port-of-Spain                        |                               |
| Tunísia                         | tunisià, tunisiana                                               | Tunis                                | tunisenc, tunisenca           |
| Turkmenistan                    | turcman, turcmana                                                | Aşgabat                              |                               |
| Turquia                         | turc, turca                                                      | Ankara                               |                               |
| Tuvalu                          | tuvalià, tuvaliana                                               | Funafuti                             |                               |
| Txad                            | txadià, txadiana                                                 | N'Djamena                            |                               |
| Ucraïna                         | ucraïnès, ucraïnesa                                              | Kíev                                 | kievià, kieviana              |
| Uganda                          | ugandès, ugandesa                                                | Kampala                              |                               |
| Uruguai                         | uruguaià, uruguaiana                                             | Montevideo                           |                               |
| Uzbekistan                      | uzbek, uzbeka                                                    | Taixkent                             |                               |
| Vanuatu                         | vanuatuenc, vanuatuenca                                          | Port Vila                            |                               |
| Veneçuela                       | veneçolà, veneçolana                                             | Caracas                              |                               |
| Vietnam                         | vietnamita                                                       | Hanoi                                |                               |
| Iemen                           | iemenita                                                         | Sanà                                 |                               |
| Djibouti                        | djiboutià, djiboutiana                                           | Djibouti                             | djiboutià, djiboutiana        |
| Xile                            | xilè, xilena                                                     | Santiago de Xile                     |                               |
| Xina                            | xinès, xinesa                                                    | Pequín                               | pequinès, pequinesa           |
| Xipre                           | xipriota                                                         | Nicòsia                              | nicosià, nicosiana            |
| Zàmbia                          | zambià, zambiana                                                 | Lusaka                               |                               |
| Zimbàbue                        | zimbabuès, zimbabuesa                                            | Harare                               |                               |